# Бірюля (Республіка Алтай)
Бірюля (рос. Бирюля) — село Маймінського району, Республіка Алтай Росії. Входить до складу Бірюлінського сільського поселення.
Населення — 705 осіб (2015 рік).